# Bay Béla
Ludányi Bay Béla (Szinérváralja, 1907. február 8. – Budapest, 1999. július 26.) magyar vívó, mesteredző és sportvezető.

## Sportpályafutása
1924-től a Szatmári SE, 1927-től a BEAC (Budapesti Egyetemi Atlétikai Club), 1948-tól a Budapesti Haladás vívója volt (1948-1951). Mindhárom fegyvernemben versenyzett és 1933-tól 1948-ig mindhárom fegyvernemben tagja volt a magyar válogatottnak. Részt vett az 1936. évi és az 1948. évi nyári olimpiai játékokon. Aktív sportolói pályafutását 1952-ben fejezte be.

### Sporteredményei
- tőrvívásban:
  - Európa-bajnoki 3. helyezett (csapat: 1935)
  - főiskolai világbajnoki 2. helyezett (csapat: 1933)
  - kétszeres magyar bajnok (egyéni: 1936, 1947)
- kardvívásban:
  - főiskolai világbajnoki 2. helyezett (csapat: 1933)
  - magyar bajnoki 3. helyezett (egyéni: 1935)[1]
- párbajtőrvívásban:
  - főiskolai világbajnoki 2. helyezett (csapat: 1933)
  - négyszeres magyar bajnok (egyéni: 1935, 1937 ; csapat: 1941, 1944)

## Edzői és sportvezetői pályafutása
1937-ben a Pázmány Péter Tudományegyetemen jogi doktori oklevelet szerzett. Még aktív pályafutása alatt, 1938-tól a Magyar Vívó Szövetség tanácstagja, majd alelnöke lett. Jelentős részben az ő tevékenységének köszönhető, hogy a második világháború után a magyar vívósport ismét a világ élvonalába került. Az 1948. évi nyári olimpiai játékokon sportolóként is részt vett, de egyúttal ő volt a magyar vívó-válogatott vezetője is. Vívómesteri oklevelét a Hegyi Gyula által vezetett Országos Sporthivatal (OSH) állította ki. Az OSH 1949-ben nevezte ki a vívósport szakfelügyelőjévé.
1951-től a válogatott edzője és szövetségi kapitánya lett (1951-63 állami edző). Ezt a posztot 1961-ig, majd 1968-tól 1976-ig töltötte be. Vezető edzője volt még a Budapesti Lokomotív, a Budapesti Törekvés, majd a BVSC vívószakosztályának is. Közben a Testnevelési Főiskola címzetes docense, majd címzetes főiskolai tanára lett.
Nevéhez fűződik a magyar párbajtőrstílus kidolgozása. Kiemelkedő érdemei közé tartozik, hogy 1961 szeptemberében a Testnevelési Főiskolán, önálló szakágként, beindította a vívómesterképzést. Ezzel jelentős szerepe volt abban, hogy a vívás, mind a mai napig Magyarország egyik legeredményesebb olimpiai sportága. Tevékenységének 27 éve alatt a magyar vívók 8 olimpián 18 arany-, 11 ezüst- és 12 bronzérmet, a világbajnokságokon pedig 34 arany-, 41 ezüst-, és 33 bronzérmet nyertek.
1949 és 1951 között a Magyar Vívószövetség titkára. 1958-ban és 1960-ban a Magyar Testnevelési és Sport Tanács (MTST) tagjának nevezték ki. 1963 decemberétől a Magyar Testnevelési és Sportszövetség országos tanácsának tagja lett. 1977-ben vonult nyugdíjba.
A vívás mellett vadászattal is foglalkozott, 1947-től 1949-ig a Magyar Vadászok Szövetségének alelnöke volt.

## Díjai, elismerései
- BEAC egyetemi aranygyűrű[7][8][* 2]
- MOB aranygyűrű[7]
- Santelli emlékgyűrű[7]
- Horthy-kupa (1937)[* 3][10]
- Toldi Miklós-érdemérem[7]
- Magyar Népköztársasági Sportérdemérem ezüst fokozat (1951)[11]
- Sport Érdemérem arany fokozat (1955)[12]
- Szocialista Munkáért Érdemérem (1962)[13]
- Sportszerűségi Díj (1989)[14]
- Toldi Miklós-díj[14]
- Magyar Olimpiai Érdemrend (1992)
- NOB Olimpiai Érdemrend ezüst fokozat (1997)
- Magyar Örökség díj (1997)
- Magyar Nemzeti Vadászrend (1999)[7][* 4]
- A Nemzetközi Vívó Szövetség hírességek csarnokának tagja (2013)[15]

## Tanítványai
- Ágoston Judit
- Bóbis Ildikó[16]
- Erdős Sándor
- Fenyvesi Csaba
- Gyuricza József
- Kamuti Jenő[16]
- Kamuti László[16]
- Marót Péter[16]
- Maros Magda[16]
- Mendelényi Tamás
- Pap Jenő[17]
- Sákovics József

## Mesterei
Tereh Géza tanár úr minden ellenszolgáltatás nélkül foglalkozott velem. Erre a nemes lelkű tanáremberre, mint első vívómesteremre, csak hálával tudok visszagondolni... Amellett, hogy a kardvívás technikai elemeit lebilincselően látványosan oktatta, kiváló pedagógiai érzékkel rendelkezett, és nagyon jó emberismerő volt... Vívásmódszere az olasz vívóiskola tanítását követte, de ezen nem lehet csodálkozni, hiszen az 1900-as évek elején, ő maga is Magyarország egyik leghíresebb vívómesterétől, az olasz Italo Santellitől tanulta meg a vívás „magasiskoláját”.
Dr. Gerentsér László hajdani vívómesteremre, több mint kilencven évvel a hátam mögött, csak hálával, szeretettel és tisztelettel tudok visszagondolni. Büszkén vállalom, és nagyon nagy szerencsének tartom, hogy Gerentsér tanítványa lehettem. Attól a kivételes vívótechnikától, stílustól, nevelő-pedagógus szellemtől, és nem utolsósorban emberségtől, melyet akarva-akaratlanul is minden tanítványára, így jómagamra is rátestált, a későbbi több évtizedes vívómesteri tevékenységem alatt sem tudtam elszakadni soha. De nem is kellett, mert a Gerentsér-vívóiskolában útravalóul kapott magas szintű vívószaktudást és sokrétű nevelői-oktatói erényeket, oktatóként is gyümölcsözően tudtam, későbbi saját tanítványaimon keresztül érvényesíteni.

## Emlékezete
Halála után emlékére a Gyermek-, Ifjúsági és Sportminiszter Bay Béla-díjat alapított „azon edzőknek, sportszakembereknek, akik jelentős nevelő-oktató tevékenységükkel, s egész életművükkel a magyar sportot, a magyar sportolókat az egész világon elismert eredményeikhez segítették.”
2009-ben a MOB létrehozta a Bay Béla-ösztöndíjat edzők részére.
Az edzőm, Bay Béla roppant intelligens és alázatos ember volt, óriási műveltséggel. Mikor megemlítettem neki, hogy nem tudok edzésre jönni az iskolai november 4-i ünnepség miatt, csak annyit mondott, jól van fiam, az iskola az első. Másnap pedig behozott nekem egy könyvet a cári Oroszországról, amiben elolvashattam a lenini ideológia megszületésének valódi okait és történetét. Kettős nevelést kaptam tőle, amit elfogadtam, mert hiteles személyiség volt. Fiatalos volt, ha kellett, káromkodott, és volt benne szenvedély a sport iránt. Erdélyi földbirtokos családból származott, ’35-ben áttelepült Magyarországra, ’36-ban már magyar színekben indult az olimpián. Aztán a háború alatt embereket bújtatott, amiért később meghurcolták.
Nekem nem lehet célom „Bay-t az edzőt" méltatni, már csak azért sem, mert a mesterem volt, tehát nem lenne illő. De ezt megtették már sokan mások, és kapott az öreg eleget, hideget és meleget, azt viszont nem tudják soha elvitatni tőle, hogy ott legyen a nagy magyar vívómesterek Pantheonjában (ami persze nincs), Gerentsér dr., Borsody, Santelli mellett.